# دائرة براقي
دائرة براقي إحدى دوائر الجزائر التابعة لولاية الجزائر. عاصمتها هي براقي و تضم بلديات براقي و الكاليتوس و سيدي موسى.

## مواضيع ذات صلة
- تاريخ ولاية الجزائر
- دوائر ولاية الجزائر
- بلديات ولاية الجزائر